# Lamasba
Lamasba était une cité de la Numidie romaine située près de l'actuelle Merouana, dans la région sud de la Numidie, à une centaine de kilomètres au sud de Cirta et à une quarantaine de kilomètres au nord-ouest de Lambèse.

## Histoire
L'agglomération constituait sans doute un centre important dans la plaine de la Bellezma et se trouvait sur un nœud routier. Le développement urbain de la cité est mal connu, mais il est possible qu'elle ait dû une partie de sa croissance à l'installation de soldats romains, comme ce fut le cas dans d'autres cités de Numidie comme Diana Veteranorum. Lamasba, qui se dit respublica Antoniniana, bénéficia sans doute du statut municipal sous Caracalla. La cité eut un évêque chrétien dès 256 au moins. 
En 411, lors de la conférence de Carthage, Lamasba est représentée par un évêque donatiste ainsi que par un évêque catholique. Le site est surtout renommé en raison de la découverte d'un texte épigraphique important, un règlement d'irrigation daté du règne d'Héliogabale.